# Чемпіонат світу з кросу 1998
Чемпіонат світу з кросу 1998 приймав 21-22 березня Марракеш.
Програма змагань, вперше в історії чемпіонатів світу з кросу, включала дві дистанції (коротку та довгу) для спортсменів дорослої вікової категорії.
Іншим нововведенням стало те, що місце кожної країни у командному заліку у чоловічих забігах дорослих стало визначатися сумою місць, які посіли перші четверо спортсменів цієї країни. На попередніх чемпіонатах для цього брались до уваги перші шестеро від кожної країни.

## Чоловіки

### Дорослі
| Першість | Золото                                                                                     | Золото                 | Срібло                                                                                  | Срібло                 | Бронза                                                                                             | Бронза                 |
| -------- | ------------------------------------------------------------------------------------------ | ---------------------- | --------------------------------------------------------------------------------------- | ---------------------- | -------------------------------------------------------------------------------------------------- | ---------------------- |
| Особиста | Пол Тергат Кенія                                                                           | 34.01                  | Пол Коеч Кенія                                                                          | 34.06                  | Ассефа Мезґебу Ефіопія                                                                             | 34.28                  |
| Командна | КеніяПол Тергат Пол Коеч Томас Ньярікі Вілсон Бойт Кіпкетер Крістофер Келонг Ісмаель Кіруї | 12 очок1 2 4 5 (6) (7) | ЕфіопіяАссефа Мезґебу Хабте Джіфар Тесфає Тола Аєле Мезгебу Абрахам Ассефа Мамо Кеджела | 573 13 20 21 (24) (91) | МароккоЕларбі Гаттабі Лахсен Беньюссеф Брахім Лахлафі Халід Буламі Абделілах ель Маная Ісмаїл Сгір | 6011 14 17 18 (53) DNF |

a  Регламент змагань не передбачав вручення медалі за підсумками командного заліку тим спортсменам, які не дістались фінішу.
| Першість | Золото                                                                               | Золото                 | Срібло                                                                                       | Срібло                | Бронза                                                                                              | Бронза                  |
| -------- | ------------------------------------------------------------------------------------ | ---------------------- | -------------------------------------------------------------------------------------------- | --------------------- | --------------------------------------------------------------------------------------------------- | ----------------------- |
| Особиста | Джон Кібовен Кенія                                                                   | 10.43                  | Данієль Комен Кенія                                                                          | 10.46                 | Пол Косгеї Кенія                                                                                    | 10.50                   |
| Командна | КеніяДжон Кібовен Данієль Комен Пол Косгеї Бенджамін Лімо Джон Косгеї Кіпкіруї Місої | 10 очок1 2 3 4 (5) (8) | МароккоБрахім Буламі Гішам Буауїш Алі Еззін Брахім Джаббур Салах ель Газі Ель Гассан Лахсіні | 426 9 12 15 (16) (18) | ЕфіопіяДаба Мару Мохамед Аволь Ібрагім Теводрос Шиферау Семрету Алемаєху Абійоте Абате Меконен Даба | 6010 13 17 20 (40) (51) |

### Юніори
| Першість | Золото                                                                                            | Золото                  | Срібло                                                                                   | Срібло              | Бронза                                                                                      | Бронза                  |
| -------- | ------------------------------------------------------------------------------------------------- | ----------------------- | ---------------------------------------------------------------------------------------- | ------------------- | ------------------------------------------------------------------------------------------- | ----------------------- |
| Особиста | Мілліон Вольде Ефіопія                                                                            | 22.47                   | Річард Лімо Кенія                                                                        | 22.50               | Хайлу Меконнен Ефіопія                                                                      | 22.51                   |
| Командна | ЕфіопіяМілліон Вольде Хайлу Меконнен Їбелтал Адмассу Алене Рета Їтбарек Ешету Хайлемаріам Тегафау | 16 очок1 3 4 8 (9) (14) | КеніяРічард Лімо Дуглас Моманьї Рубен Камзі Тітус Кімкембої Авраам Чероно Джеффрі Найбеї | 202 5 6 7 (11) (12) | МароккоАділь Кауш Ель Мустафа Меллук Ахмед Бадай Дрісс Бенісмаїл Гішам Ламалем Саїд Берріуї | 6210 13 18 21 (24) (85) |

## Жінки

### Дорослі
| Першість | Золото                                                                              | Золото                    | Срібло                                                                    | Срібло               | Бронза                                                                                           | Бронза                 |
| -------- | ----------------------------------------------------------------------------------- | ------------------------- | ------------------------------------------------------------------------- | -------------------- | ------------------------------------------------------------------------------------------------ | ---------------------- |
| Особиста | Соня О'Саллівен Ірландія                                                            | 25.39                     | Пола Редкліфф Велика Британія                                             | 25.42                | Гете Вамі Ефіопія                                                                                | 25.49                  |
| Командна | КеніяДжаклін Маранга Джейн Оморо Лея Малот Саллі Барсосіо Наомі Муго Сюзан Чепкемеї | 30 очок5 7 8 10 (11) (12) | ЕфіопіяГете Вамі Меріма Денбоба Аєлеч Ворку Гете Урге Аша Гігі Лейла Аман | 373 4 9 21 (36) (39) | Велика БританіяПола Редкліфф Гейлі Гейнінг Віккі Мак-Ферсон Ліз Талбот Люсі Райт Анджела Джойнер | 742 13 25 34 (53) (59) |

| Першість | Золото                                                                                 | Золото                      | Срібло                                                                                              | Срібло                 | Бронза                                                                           | Бронза                |
| -------- | -------------------------------------------------------------------------------------- | --------------------------- | --------------------------------------------------------------------------------------------------- | ---------------------- | -------------------------------------------------------------------------------- | --------------------- |
| Особиста | Соня О'Саллівен Ірландія                                                               | 12.20                       | Захра Куазіз Марокко                                                                                | 12.34                  | Кутре Дулеча Ефіопія                                                             | 12.37                 |
| Командна | МароккоЗахра Куазіз Зур ель Камч Саліха Халдун Салуа Куазіз Саміра Раїф Гасна Бенгассі | 57 очок2 13 18 24 (29) (73) | ЕфіопіяКутре Дулеча Генет Гебрегіоргіс Алеміту Бекеле Їхунліш Бекеле Етафераху Їмер Ельсабет Трунех | 583 11 17 27 (32) (50) | СШАЕлва Драєр Емі Рудольф Моллі Ватке Кеті Флемінг Карен Кандейл Фран тен Бенсел | 688 9 25 26 (33) (66) |

### Юніорки
| Першість | Золото                                                                                       | Золото                   | Срібло                                                                                      | Срібло              | Бронза                                                                                    | Бронза                 |
| -------- | -------------------------------------------------------------------------------------------- | ------------------------ | ------------------------------------------------------------------------------------------- | ------------------- | ----------------------------------------------------------------------------------------- | ---------------------- |
| Особиста | Їменашу Тає Ефіопія                                                                          | 19.32                    | Черуто Кіптум Кенія                                                                         | 19.34               | Веркнеш Кідане Ефіопія                                                                    | 19.34                  |
| Командна | ЕфіопіяЇменашу Тає Веркнеш Кідане Алемгена Безабех Меріма Хашім Харег Сіделіл Тереза Йоханес | 16 очок1 3 4 8 (16) (17) | КеніяЧеруто Кіптум Вів'єн Черуйот Маргарет Чепкембої Агнес Кіпроп Пріска Нгетіч Саломі Бойо | 202 5 6 7 (11) (19) | ЯпоніяКодзіма Еміко Фудзінага Йосіко Танака Ріса Накасіма Міхо Сакауе Тійоко Канно Кацуко | 689 14 20 25 (30) (49) |

## Медальний залік
| Місце               | Країна              | Золото | Срібло | Бронза | Загалом |
| ------------------- | ------------------- | ------ | ------ | ------ | ------- |
| 1                   | Кенія               | 5      | 6      | 1      | 12      |
| 2                   | Ефіопія             | 4      | 3      | 6      | 13      |
| 3                   | Ірландія            | 2      | 0      | 0      | 2       |
| 4                   | Марокко             | 1      | 2      | 2      | 5       |
| 5                   | Велика Британія     | 0      | 1      | 1      | 2       |
| 6                   | США                 | 0      | 0      | 1      | 1       |
| 6                   | Японія              | 0      | 0      | 1      | 1       |
| Загалом (7 збірних) | Загалом (7 збірних) | 12     | 12     | 12     | 36      |

## Українці на чемпіонаті
Україна на чемпіонаті була представлена лише у дорослій віковій категорії жіночою командою на короткій дистанції, яка з 206 очками посіла 9 місце у командному заліку.
| Атлетка                              | Місце |
| ------------------------------------ | ----- |
| Олена Городничева Запорізька область | 31    |
| Наталія Романчук Київська область    | 45    |
| Тетяна Кривобок Донецька область     | 63    |
| Тетяна Гладир Миколаївська область   | 67    |

## Відео
- Підсумки чемпіонату на YouTube